# Lugalo

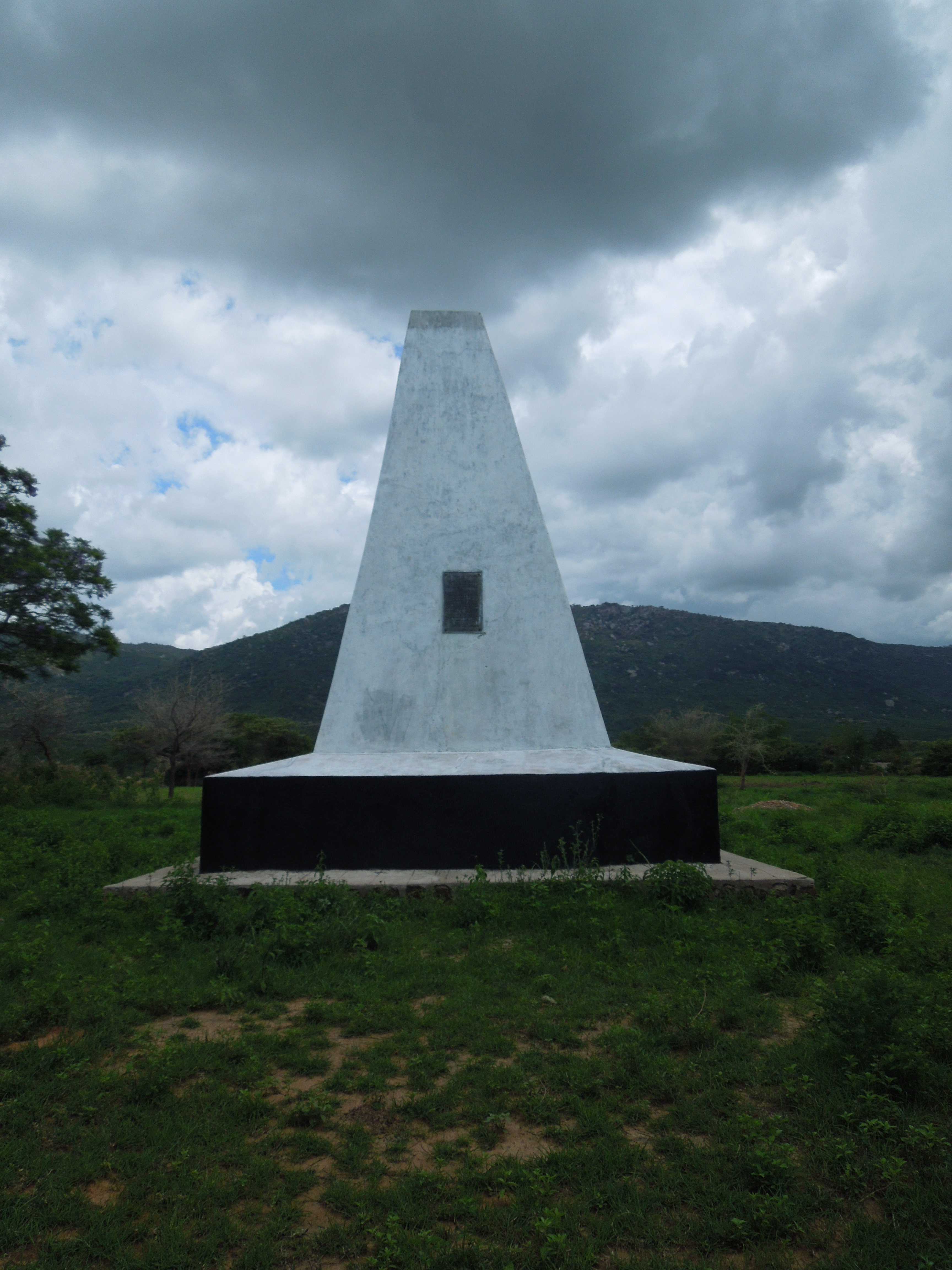
Monumento alemão em Lugalo

Lugalo é uma vila na Tanzânia perto de Iringa que em 1891 foi o local de uma batalha entre uma força militar colonial alemã e o exército hehe do Chefe Mkwawa. Esta foi a primeira grande derrota da Schutztruppe alemã e o início das guerras hehes.
Um monumento alemão marca o local próximo à rodovia TANZAM.